# ساویناتس (بویواتس)
ساویناتس (به صربی: Savinac) یک منطقهٔ مسکونی در صربستان است که در Boljevac واقع شده‌است. ساویناتس ۳۶۵ نفر جمعیت دارد.